# Cophura lutzi
Cophura lutzi là một loài ruồi trong họ Asilidae. Cophura lutzi được Curran miêu tả năm 1931.